# Lars-Erik Malmberg
Lars-Erik Malmberg (* 1962) ist ein finnischer Erziehungswissenschaftler und Professor für Quantitative Methoden in der Pädagogik am Department of Education der britischen University of Oxford (St Cross College).

## Leben
Malmberg begann nach dem Master of Education 1989 als Grundschullehrer in Finnland und wurde Dozent an der schwedischsprachigen Åbo Akademi Vasa, wo er 1998 promovierte. Er studierte weiter an der Yale University, ging 2002 nach Oxford und nahm an den Research Councils UK (RCUK) als Fellow teil (2007–12). Dann wurde er Assistance Professor in Oxford, 2018 Professor.
Er war Chefherausgeber der Zeitschrift Learning and Instruction 2018–21. Seine Interessen richten sich auf intrapersonale Annäherungen an Lernprozesse und das Modellieren von intrapersonalen Daten. Seine Methoden sind quantitative Modelle. 

## Schriften
- Hg. mit Trempała, J. (2002): Adolescents' future-orientation: theory and research. Peter Lang Publishing.
  - (2002) Adolescents’ biased means and future expectations, In: J. Trempala, L-E Malmberg (Hg.): Adolescents' future-orientation: theory and research, Frankfurt am Main: Peter Lang Publishing, S. 79–98
- mit Nyman-Kurkiala, P, Knuts, T. (2008): Adolescents’ future goals and migration intentions: two studies of Swedish-speaking youth in Finland, In: L Kankos, R Kauranen (eds.): Social samhörighet och religion festskrift till Susan Sundback. Åbo: Åbo Akademis förlag.
- Heemskerk, Christina, & Malmberg, L.-E. (2020): Students’ observed engagement in lessons, instructional activities, and learning experiences. Frontline Learning Research, 8(6), 38–58. doi:10.14786/flr.v8i6.613
- Lars-Erik Malmberg: Intraindividual structural equation models for learning experiences. In: International Journal of Research & Method in Education. Band 43, Nr. 4, 7. August 2020, ISSN 1743-727X, S. 413–430, doi:10.1080/1743727X.2020.1793939.